# 88-я танковая бригада
88-я  танковая бригада  — танковая бригада Красной армии в годы Великой Отечественной войны.
Сокращённое наименование — 88 тбр.

## Боевой и численный состав
Бригада сформирована по штатам №№ 010/345-010/352 от 15.02.1942 г.:
- Управление бригады [штат № 010/345]
- 209-й отд. танковый батальон [штат № 010/346]
- 210-й отд. танковый батальон [штат № 010/346]
- Мотострелково-пулеметный батальон [штат № 010/347]
- Противотанковая батарея [штат № 010/348]
- Зенитная батарея [штат № 010/349]
- Рота управления [штат № 010/350]
- Рота технического обеспечения [штат № 010/351]
- Медико-санитарный взвод [штат № 010/352]

Директивой НКО № 1104915сс от 12.10.1942 г. переведена на штаты №№ 010/240-010/248 от 06.09.1942 г.:
- Управление бригады [штат № 010/240]
- 209-й отд. танковый батальон [штат № 010/241]
- 210-й отд. танковый батальон [штат № 010/242]
- Моторизованный стрелково-пулеметный батальон [штат № 010/243]
- Истребительно-противотанковая артиллерийская батарея [штат № 010/244]
- Рота управления [штат № 010/245]
- Рота технического обеспечения [штат № 010/246]
- Медико-санитарный взвод [штат № 010/247]
- Зенитная батарея [штат № 010/248]

## Подчинение
Периоды вхождения в состав Действующей армии:
- с 05.06.1942 по 27.07.1942 года.
- с 22.08.1942 по 18.09.1942 года.
- с 26.12.1942 по 31.03.1943 года.
- с 14.07.1943 по 26.07.1943 года.

| Дата            | Фронт (округ)                | Армия                          | Корпус               | Дивизия | Бригада | Примечания |
| --------------- | ---------------------------- | ------------------------------ | -------------------- | ------- | ------- | ---------- |
| 01.04.1942 года | Сталинградский военный округ |                                |                      |         |         |            |
| 01.05.1942 года | Сталинградский военный округ |                                |                      |         |         |            |
| 01.06.1942 года | Сталинградский военный округ |                                |                      |         |         |            |
| 01.07.1942 года | Юго-западный фронт           |                                |                      |         |         |            |
| 01.08.1942 года | Приволжский военный округ    |                                |                      |         |         |            |
| 01.09.1942 года | Приволжский военный округ    |                                |                      |         |         |            |
| 01.10.1942 года | Московский военный округ     |                                |                      |         |         |            |
| 01.11.1942 года | РВГК                         | 3-я танковая армия             | 15-й танковый корпус |         |         |            |
| 01.12.1942 года | РВГК                         | 3-я танковая армия             | 15-й танковый корпус |         |         |            |
| 01.01.1943 года | Воронежский фронт            | 3-я танковая армия             | 15-й танковый корпус |         |         |            |
| 01.02.1943 года | Воронежский фронт            | 3-я танковая армия             | 15-й танковый корпус |         |         |            |
| 01.03.1943 года | Юго-западный фронт           | 3-я танковая армия             | 15-й танковый корпус |         |         |            |
| 01.04.1943 года | РВГК                         |                                | 15-й танковый корпус |         |         |            |
| 01.05.1943 года | Московский военный округ     |                                | 15-й танковый корпус |         |         |            |
| 01.06.1943 года | РВГК                         | 3-я гвардейская танковая армия | 15-й танковый корпус |         |         |            |
| 01.07.1943 года | РВГК                         | 3-я гвардейская танковая армия | 15-й танковый корпус |         |         |            |

## Командиры

### Командиры бригады
- Сергеев Иван Иванович, подполковник, с 01.06.1943 полковник. 01.02.1942 - 26.07.1943 года.[1]

### Начальники штаба бригады
- Кабанов Алексей Иванович, майор, 00.03.1942 - 26.07.1943 года.[2]

### Начальник политотдела, заместитель командира по политической части
- Рязанов Вениамин Амосович, старший батальонный комиссар, 27.02.1942 - 03.09.1942 года.
- Климкин Василий Иванович, батальонный комиссар, с 20.11.1942 майор (03.03.1943 пропал без вести) 03.09.1942 - 15.03.1943 года.
- Милосердов Николай Иванович, майор. 21.04.1943 - 16.06.1943 года.
- Каплунов Аркадий Львович, подполковник. 16.06.1943 - 26.07.1943 года.

## Отличившиеся воины
| Награда | Ф. И.О                       | Звание                                  | Должность | Дата награждения | Примечания |
| ------- | ---------------------------- | --------------------------------------- | --------- | ---------------- | ---------- |
|         | Кришталь, Арсентий Елисеевич | механик-водитель.                       | старшина  | 26.10.1943 г.    |            |
|         | Окороков, Матвей Петрович    | командир ввода 209 танкового батальона. | лейтенант | 23.09.1943 г.    | Посмертно  |